# 吉祥寺魯蛇
《吉祥寺魯蛇》是日本東京電視台於2022年4月11日至6月27日於「Drama Premiere 23」時段播出的電視劇，由秋元康企劃與原作，增田貴久（NEWS）主演。台灣由GP+於4月11日起同步跟播。

## 登場人物

### 主要人物
- 安彥聰：增田貴久（NEWS）[1]

女子高中教師。
- 大庭櫻：田中美奈實[1]

前女性時尚雜誌主編。目前與丈夫進行離婚官司中。
- 秦幡多：片桐仁[1]

示範銷售員。自稱藝人卻不會推銷。
- 望月舞：田島芽瑠[1]

博多區出身的坐檯小姐。
- 胡桃澤翠：濱田麻里[1]

公務員。沉溺於賭博導致負債累累。
- 池上隆二：國村隼[1]

前廣告代理公司的精英。
- 間宮理子：岩本蓮加（乃木坂46）[2]

知道安彥聰過去的神秘女高中生。

### 客串角色

#### 第1集
- 犬居：皆川猿時（第12集）
- 軼菁飯店店員：中村真知子

#### 第2集
- 宅配業者：野田水晶

#### 第3集
- 鎖匠：宮崎吐夢（第4集）
- 黑鐵真二：坪倉由幸（第4集、第7集）

#### 第4集
- （Toko）：喜多乃愛（第7集）
- 理子的友人：朝比奈EMMA（第12集）、植村友結（第12集）

#### 第6集
- 町田弘：坂本昌行（第12集）
- DJ大後RYOTA：武內駿輔

#### 第7集
- 伊東正：岡宏明
- Miyuki：Tsunko

#### 第8集
- 秦彌生：藤井美菜
- 街頭音樂家：Awesome City Club

#### 第9集
- 山田：小久保壽人

#### 第10集
- 安彥梢：筒井真理子

#### 第12集
- 教師：新田健太

## 製作人員
- 原作、企劃：秋元康
- 劇本：池田鐵洋、長花枝薪、區役所太郎、今井隆文、福田晶平
- 導演：佐藤祐市（共同電視）、松木創（共同電視）、小林義則（共同電視）
- 配樂：信澤宣明
- 片頭曲：NEWS「LOSER」（Johnny's Entertainment Record）
- 片尾曲：Awesome City Club（cutting edge）
- 攝影協力：武藏野市
- 總製作人：阿部真士（東京電視台）
- 製作人：稻田秀樹（東京電視台）、橋本芙美（共同電視）、村木美砂（共同電視）
- 製作：東京電視台、共同電視

## 播出日程
| 集數   | 播出日期 | 副標題 | 標題欄 | 編劇                | 導演     |
| ------ | -------- | ------ | ------ | ------------------- | -------- |
| 第1話  | 4月11日  |        |        | 池田鐵洋            | 佐藤祐市 |
| 第2話  | 4月18日  |        |        | 池田鐵洋            | 佐藤祐市 |
| 第3話  | 4月25日  |        |        | 池田鐵洋            | 松木創   |
| 第4話  | 5月02日  |        |        | 池田鐵洋            | 松木創   |
| 第5話  | 5月09日  |        |        | 池田鐵洋            | 佐藤祐市 |
| 第6話  | 5月16日  |        |        | 長花枝薪 区役所太郎 | 佐藤祐市 |
| 第7話  | 5月23日  |        |        | 池田鐵洋            | 松木創   |
| 第8話  | 5月30日  |        |        | 今井隆文 福田晶平   | 松木創   |
| 第9話  | 6月06日  |        |        | 福田晶平            | 小林義則 |
| 第10話 | 6月13日  |        |        | 池田鐵洋            | 小林義則 |
| 第11話 | 6月20日  |        |        | 池田鐵洋            | 佐藤祐市 |
| 最終話 | 6月27日  |        |        | 池田鐵洋            | 佐藤祐市 |

## 外部連結
- 官方网站（日語）
  - 電視劇的X（前Twitter）（日語）
  - 電視劇的Instagram帳戶（日語）

| 日本 東京電視台 Drama Premiere 23                      | 日本 東京電視台 Drama Premiere 23     | 日本 東京電視台 Drama Premiere 23 |
| ------------------------------------------------------ | ------------------------------------- | --------------------------------- |
|                                                        | 吉祥寺魯蛇 （2022年4月11日－6月27日） |                                   |
| 我才不會把女兒交給YouTuber! （2022年1月17日－3月28日） | 紅色呼叫鈴 （2022年7月11日－9月26日） |                                   |